# Karl Kerzinger
Karl oder Carl Kerzinger (* 16. September 1890 in Heidelberg; † 24. Dezember 1959 in Stuttgart) war ein deutscher Bildhauer und Zeichner.

## Leben
Karl Kerzinger wurde am 16. September 1890 in Heidelberg als Sohn des Tonwarenfabrikanten Franz Kerzinger geboren. Nach einer Lehrzeit als Keramiker studierte er in Stuttgart an der Kunstgewerbeschule und an der Kunstakademie. 1922 heiratete er die Bildhauerin Lilli Kerzinger-Werth. Das Ehepaar lebte und wohnte fortan in Stuttgart.
Karl Kerzinger starb 1959 im Alter von 69 Jahren, seine Frau überlebte ihn um 12 Jahre und starb am 4. November 1971 im Alter von 74 Jahren. Er, seine Frau und seine Eltern wurden auf dem Fangelsbachfriedhof in Stuttgart beerdigt. Das Grab wurde 1998 abgeräumt.

## Werk

### Keramikreliefs
1926/1927 schuf Karl Kerzinger für die Chirurgische Klinik des Städtischen Krankenhauses in Stuttgart-Bad Cannstatt keramische Wandbeläge, besonders für die Sitznischen auf den Korridoren. Ein Relief zeigt einen schlafenden Jäger unter einem hochaufragenden Baum, dem seine potentiellen Opfer, Hasen und Rehe, interessiert zusehen. Auf einem anderen Relief lehnt eine junge Frau am Stamm eines hohen Baums, während sich in schnellem Schritt ein Verehrer mit einem Blumensträußchen nähert.
Um 1930 erhielt Karl Kerzinger den Auftrag für die keramische Ausschmückung von Pfeilern und Korridoren der Württembergischen Landeshebammenschule in Stuttgart-Berg. Die von ihm geschaffenen idyllischen Reliefs sind treppenartig abgestuft und zeigen eine Mutter mit ihrem Säugling, umgeben von sprießenden Pflanzen, und ein Paar mit seinem Baby, flankiert von einem hochragenden Baum und einem stilisierten Häuschen als Symbol familiärer Geborgenheit.
Zu Karl Kerzingers Keramikreliefs bemerkt der Kunsthistoriker Frank Matthias Kammel in einem Aufsatz, der sich unter anderem mit dessen Reliefs befasst:
„Aufreihung auf einer flachen Bildbühne, grafische Auffassung und einfache Erzählstruktur der harmlosen Kompositionen verleihen Kerzingers plastischen Bildern das Moment der Verinnerlichung und den Duktus der Illustration. Während die vor den tiefenlosen Bildgrund komponierten Figuren gemäßigte Anleihen am expressionistischen Körperbild nehmen, reflektieren als Wandleuchten dienende Putti mit Füllhörnern die Formensprache des späten Jugendstils und dokumentieren somit nicht zuletzt die eklektizistische Arbeitsweise des Stuttgarter Künstlers, der sich der unterschiedlichen Formensprachen des frühen 20. Jahrhunderts offenbar souverän zu bedienen wusste.“
Die Reliefs sind nicht erhalten geblieben. Eine Kachel der Keramikreliefs von Karl Kerzinger („Reliefplatte mit singendem Vogel“) konnte gerettet werden. Sie wird im Germanischen Nationalmuseum in Nürnberg verwahrt. Auf Grund der Urheberrechtslage können die historischen Fotos, die in dem Aufsatz abgebildet sind, nicht wiedergegeben werden.

### Sonstiges

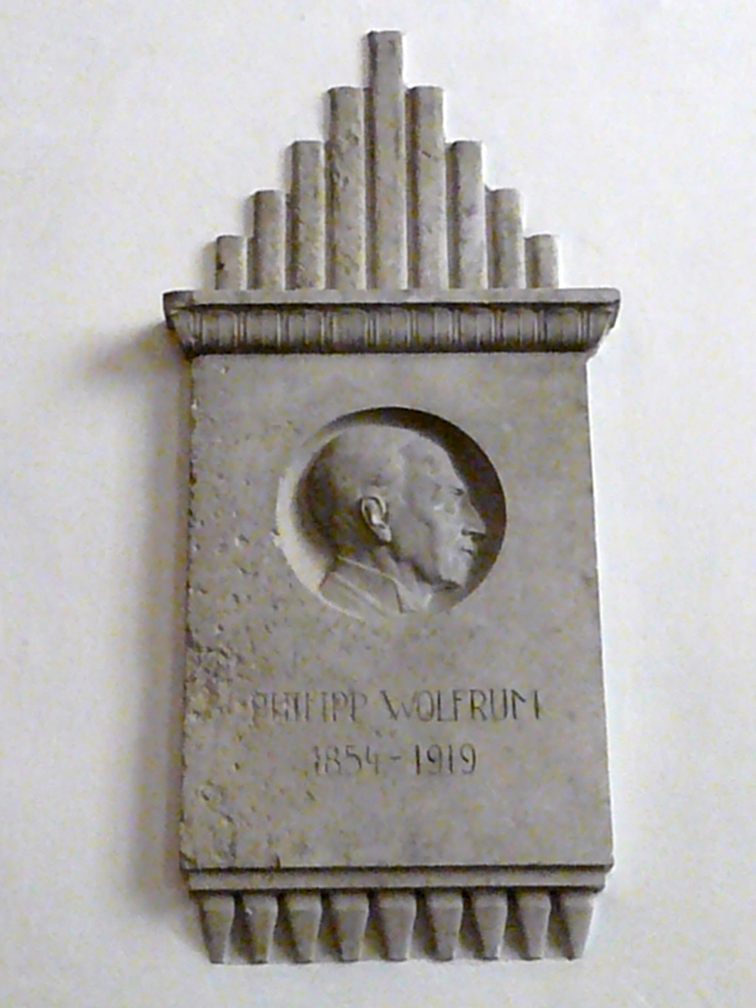
Gedenktafel für Philipp Wolfrum

In der Literatur werden einige weitere Werke von Karl Kerzinger genannt. Die Gedenktafel für Philipp Wolfrum ist erhalten, über den Erhaltungszustand der übrigen Werke ist nichts bekannt.
- 2 Büsten von Heidelberger Oberbürgermeistern, Heidelberg, Rathaus.[4]
- „Innenminister Dr. Schmid“, Bronzebüste.[5]
- Gedenktafel für Generalmusikdirektor Philipp Wolfrum, Heidelberg, Peterskirche.[6]
- Kolossalfigur, Rottweil, Postamt.[7]

1956/1957 illustrierte Karl Kerzinger zwei Bücher des pfälzischen Mundartautors Karl Ludwig Münnich, Gebabbel uf der Neckarbank und An sellem runde Disch, letzteres gemeinsam mit seiner Frau.

## Große Deutsche Kunstausstellung
Karl Kerzinger nahm zwischen 1938 und 1941 dreimal an der Großen Deutschen Kunstausstellung in München teil. Er stellte 1938 und 1941 die Sitzfigur einer Badenden in Marmor aus und 1939 und 1941 eine Bronzebüste von Siegfried Wagner, fand aber keine Käufer für seine Werke. Seine Frau hatte mehr Glück, sie konnte auf der Ausstellung zwischen 1938 und 1944 fünf Objekte verkaufen.

## Mitgliedschaften
- 1933: Reichskammer der bildenden Künste.[10]